# 399 Persephone
399 Persephone là một tiểu hành tinh ở vành đai chính. Nó được Max Wolf phát hiện ngày 23.2.1895 ở Heidelberg, và được đặt theo tên nữ hoàng Persephone, trong thần thoại Hy Lạp.